# Kelmė
Kelmė (in polacco Kielmy, in tedesco Kelm) è una città del centro della Lituania.
Con una popolazione di circa 11.000 abitanti, è il centro amministrativo del Comune distrettuale di Kelmė.